# ФК Академија Улцињ
Фудбалски клуб Академија, црногорски је фудбалски клуб из Улциња, који се такмичи у Трећој лиги Црне Горе — Југ.
Утакмице као домаћин игра на стадиону Академија или на стадиону Олимпик на Великој плажи.

## Историја
Основана је 2017. године, али је наступала само у млађим категоријама. Године 2022. оформљен је сениорски тим и почела је такмичење у Трећој лиги Црне Горе у регији Југ, а сезону 2022/23. завршила је на трећем мјесту, иза Ловћена и Будве.

## Стадион
Утакмице као домаћин игра на стадиону Академија, чији је капацитет 500 мјеста или на стадиону Олимпик на Великој плажи, на којем углавном игра Отрант Олимпик.

## Резултати у такмичењима у Црној Гори
| Сезона   | Степен | Лига             | Бр.екипа | Позиција  | Куп              |
| -------- | ------ | ---------------- | -------- | --------- | ---------------- |
| 2022/23. | 3      | Трећа лига — Југ | 8        | 3. мјесто | Није учествовала |
| 2023/24. | 3      | Трећа лига — Југ | 7        | 2. мјесто | Није учествовала |

## Успјеси
| Такмичење                      | Такмичење                      | Број                           | Година                         |                                |                                |
| Трећа лига Црне Горе — Југ — 0 | Трећа лига Црне Горе — Југ — 0 | Трећа лига Црне Горе — Југ — 0 | Трећа лига Црне Горе — Југ — 0 | Трећа лига Црне Горе — Југ — 0 | Трећа лига Црне Горе — Југ — 0 |
| ------------------------------ | ------------------------------ | ------------------------------ | ------------------------------ | ------------------------------ | ------------------------------ |
| Трећа лига                     | Првак                          | 0                              |                                |                                |                                |
| Куп регије Југ — 0             |                                |                                |                                |                                |                                |
| Регионални куп                 | Побједник                      | 0                              |                                |                                |                                |
| Куп Никша Бућин — 0            |                                |                                |                                |                                |                                |
| Куп Никша Бућин                | Побједник                      | 0                              |                                |                                |                                |